# Cryptochirus corallicola
Cryptochirus corallicola är en kräftdjursart. Cryptochirus corallicola ingår i släktet Cryptochirus och familjen Cryptochiridae. Inga underarter finns listade i Catalogue of Life.